# Auriac (Corrèze)
Auriac is een gemeente in het Franse departement Corrèze (regio Nouvelle-Aquitaine) en telt 215 inwoners (1999). De plaats maakt deel uit van het arrondissement Tulle.

## Geografie
De oppervlakte van Auriac bedraagt 35,7 km², de bevolkingsdichtheid is 6,0 inwoners per km².
De onderstaande kaart toont de ligging van Auriac (Corrèze) met de belangrijkste infrastructuur en aangrenzende gemeenten.

## Demografie
Onderstaande figuur toont het verloop van het inwonertal (bron: INSEE-tellingen).